# Aluterus
Aluterus là một chi cá trong họ cá khờ Monacanthidae thuộc bộ cá nóc, trong chi này có nhiều loài cá có giá trị kinh tế.

## Các loài
Hiện hành có 04 loài được ghi nhận trong chi này:
- Aluterus heudelotii Hollard, 1855
- Aluterus monoceros Linnaeus, 1758 Cá bò da
- Aluterus schoepfii Walbaum, 1792
- Aluterus scriptus Osbeck, 1765 Cá bò giấy vện